# 沈昌文
沈昌文（1931年9月26日—2021年1月10日），男，上海人，中国出版界人士，中国共产党党员。

## 生平
沈昌文肄业于民治新闻专科学校采访系。1945年起在南洋桥金银首饰店作学徒工直至其19岁，期间就读于上海各夜校，最初于中华职业学校学习，金店倒闭后先后求职于航空、航运、通讯社等公司，但吃到了闭门羹后，进入民治新闻专科学校采访系学习新闻摄影。1949年底，求职于生活书店，但因学历不足未能通过。
1951年进入人民出版社工作，至1980年期间先后任校对员、总编室秘书、国际政治编辑室、历史编辑室编辑。1960年7月加入中国共产党。1980年3月调任人民出版社三联编辑室主任兼《读书》杂志负责人，1983年任三联书店副总编辑兼三联图书编辑室主任。1986年1月三联书店恢复独立建制，脱离人民出版社。自三联书店独立后直到1992年12月，任生活·读书·新知三联书店总经理。1995年12月退休前，一直兼任《读书》杂志负责人、主编。
退休后参与创刊《万象》，策划出版有“新世纪万有文库”“书趣文丛”、《吕叔湘全集》等。
2021年1月10日6时逝世于北京的家中，享年90岁。